# Musik-Akademie Basel

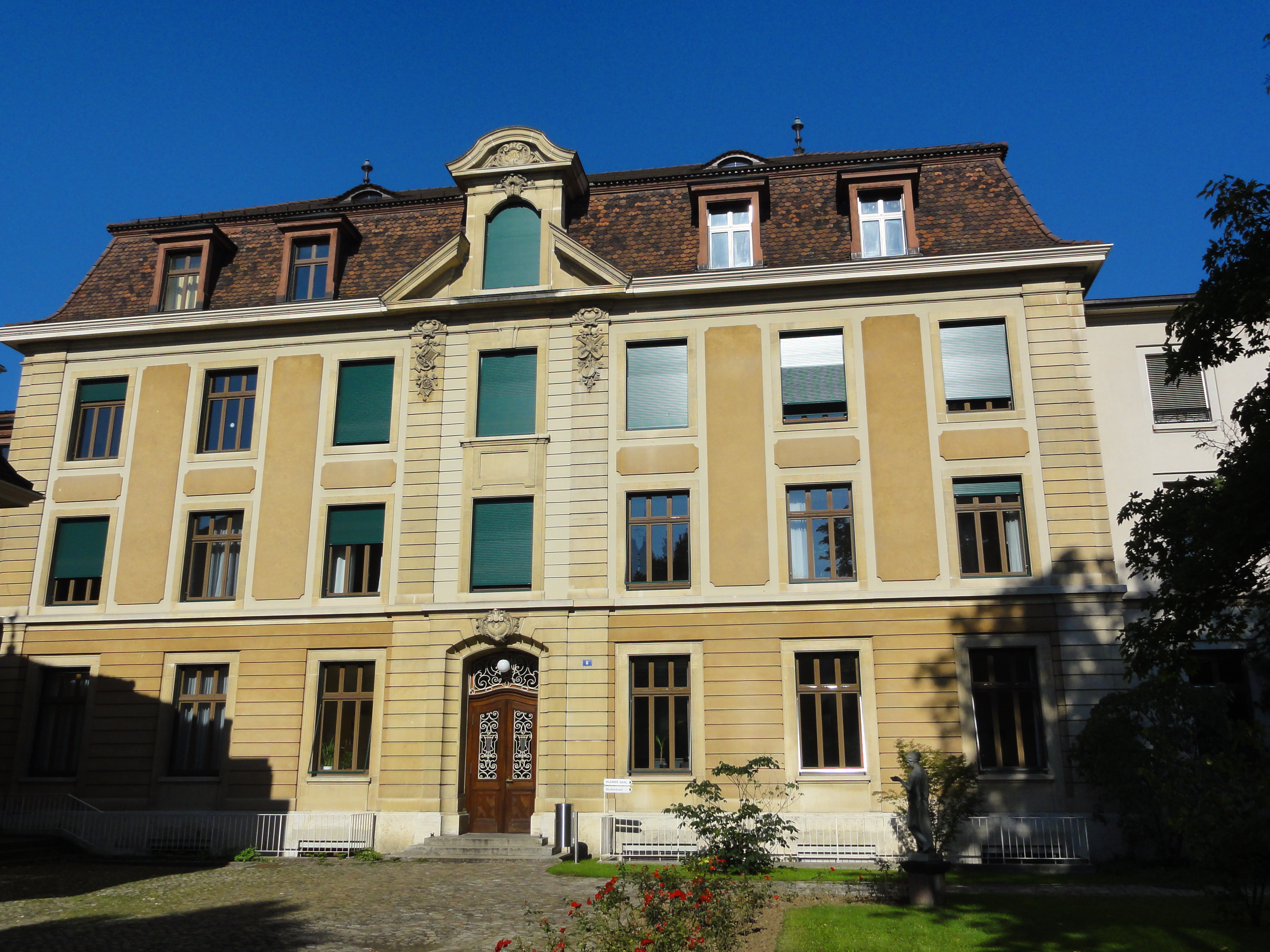
Hauptgebäude (2012)

Die Musik-Akademie Basel (vormals Musik-Akademie der Stadt Basel) ist seit über 150 Jahren ein führendes Kompetenzzentrum für musikalische Bildung auf allen Stufen. 

## Über die Akademie
Die Musik-Akademie Basel ist eine privatrechtliche Stiftung und umfasst folgende Bereiche:
- Musikschule Basel mit der Musikschule Jazz, der Musikschule der Schola Cantorum Basiliensis und der Musikschule Riehen
- Hochschule für Musik Basel FHNW, mit den Instituten Klassik, Jazz und Schola Cantorum Basiliensis
- Vera Oeri-Bibliothek
- Institut Weiterbildung und Entwicklung

Seit 2008 regelt ein Kooperationsvertrag die Zusammenarbeit zwischen der Fachhochschule Nordwestschweiz und der Musik-Akademie Basel. Während die vier Nordwestschweizer Kantone Aargau, Solothurn, Basel-Stadt und Basel-Landschaft die Hochschulausbildung an der FHNW und damit auch die Hochschule für Musik Basel FHNW tragen, leistet der Kanton Basel-Stadt einen namhaften Beitrag an die Musikschule der Musik-Akademie Basel und somit an den Musikunterricht von Kindern und Jugendlichen.

## Geschichte

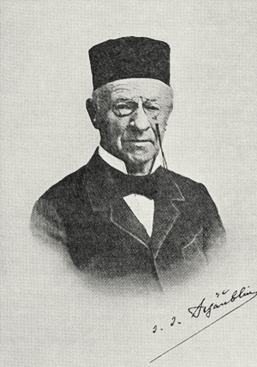
Mitbegründer der Allgemeinen Musikschule in Basel, Johann Jakob Schäublin

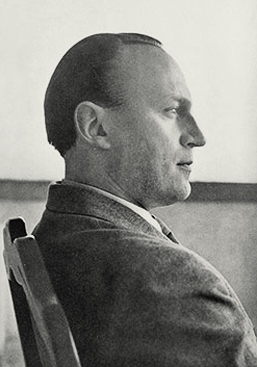
Basler Mäzen und Gründer der Schola Cantorum Basiliensis, Paul Sacher

Die Anfänge der Musik-Akademie Basel gehen zurück auf die Allgemeine Musikschule, die 1867 auf Initiative des Basler Waisenvaters Johann Jakob Schäublin und der Gesellschaft für das Gute und Gemeinnützige Basel entstand.
Erster Direktor war Selmar Bagge in den Jahren 1868 bis 1896, danach leitete der Komponist Hans Huber die Allgemeine Musikschule von 1896 bis 1918. In die Aera Huber fiel im Jahr 1905 die Gründung der Hochschule für Musik als Konservatorium, das erste seiner Art in der deutschsprachigen Schweiz.
1954 wurde die im Jahr 1933 von Paul Sacher gegründete Schola Cantorum Basiliensis mit der Allgemeinen Musikschule und der Hochschule für Musik vereinigt. Alle drei Institute zusammen bildeten seither die Musik-Akademie Basel. Seit 1980 betreibt die Musik-Akademie auch die Musikschule Riehen, die von der Gemeinde Riehen finanziert wird. Im Jahr 2009 konnte mit mäzenatischer Unterstützung die Vera Oeri-Bibliothek, die grösste Musikbibliothek der Schweiz eröffnet werden. 2014 wurde der Jazzcampus an der Utengasse bezogen. Diesen explizit für die Bedürfnisse des Jazz konzipierten Gebäudekomplex verdankt die Musik-Akademie Basel einer Mäzenin, genauso wie die umfassenden Sanierungsarbeiten am Grossen und am Kleinen Saal auf dem Campus an der Leonhardsstrasse. Im Jahr 2022 wurde ein weiterer Meilenstein in der Geschichte der traditionsreichen Institution gesetzt: Das Büro Architecture Club aus Basel erhält den Zuschlag für den Erweiterungsbau der Musik-Akademie Basel und die Sanierung diverser Häuser des Campus. Kernstück des Campus 2040 genannten Projekts ist eine Salle Modulable, welche über der Vera Oeri-Bibliothek entstehen soll.

## Bekannte Dozierende (Auswahl)
Quellen:

### Hochschule für Musik
- Ronald Brautigam, niederländischer Pianist
- Thomas Demenga, Schweizer Cellist
- Fred Frith, britischer Improvisator, Komponist und Multiinstrumentalist
- Sol Gabetta, argentinische Cellistin
- Christian Lampert, deutscher Hornist
- Ivan Monighetti, russischer Cellist
- Erik Oña, argentinischer Komponist und Dirigent
- Alina Pogostkina, deutsche Geigerin
- Felix Renggli, Flötist (Nachfolger von Peter Lukas Graf)
- Michel Roth, Komponist und Musikforscher
- Rainer Schmidt, Violine, Mitglied Hagen Quartett
- Stephan Schmidt, Gitarrist und Direktor der Musik-Akademie der Stadt Basel
- Marcus Weiss, Saxophonist im Bereich Klassik
- Martin Wettges, Dirigent und Chorleiter

### Jazzcampus
- Jeff Ballard, US-amerikanischer Jazzschlagzeuger
- Julio Barreto, kubanischer Perkussionist
- Michael Beck, Schweizer Jazzpianist
- Malcolm Braff, Schweizer Jazzpianist
- Günter A. Buchwald, deutscher Dirigent und Komponist
- Aydin Esen, türkischer Jazzmusiker und Komponist
- Hans Feigenwinter, Schweizer Jazzmusiker
- Larry Grenadier, amerikanischer Jazzbassist
- Arne Huber, deutscher Jazzkontrabassist
- Guillermo Klein, argentinischer Jazzpianist
- Domenic Landolf, Schweizer Jazzsaxophonist und -klarinettist
- Lars Lindvall, schwedischer Multiinstrumentalist
- Lionel Loueke, beninisch-amerikanischer Gitarrist
- Adrian Mears, australischer Jazz-Posaunist
- Matthieu Michel, Schweizer Jazztrompeter
- Wolfgang Muthspiel, österreichischer Gitarrist
- Bänz Oester, Schweizer Jazzbasist
- Uli Rennert, österreichischer Jazzmusiker und Komponist
- Jorge Rossy, spanischer Schlagzeuger
- Andy Scherrer, Schweizer Jazzsaxophonist und -pianist
- Lisette Spinnler, Schweizer Jazzsängerin
- Mark Turner, US-amerikanischer Jazzsaxophonist

### Schola Cantorum Basiliensis
- Amandine Beyer, französische Violinistin und Dirigentin
- Jörg-Andreas Bötticher, deutscher Cembalist, Organist und Musikwissenschaftler
- Christophe Coin, französischer Cellist und Dirigent
- Emmanuel Le Divellec, französischer Organist
- Marc Lewon, deutscher Musikhistoriker
- Jean-François Madeuf, französischer Trompeter
- Andrea Marcon, italienischer Organist, Cembalist und Dirigent
- Johannes Menke, deutscher Musiktheoretiker und Komponist
- Paolo Pandolfo, italienischer Gambist
- David Plantier, Schweizer Violinist und Dirigent
- Leila Schayegh, Schweizer Violinistin
- Hopkinson Smith, US-amerikanischer Laute- und Barock-Gitarre-Virtuose
- Alexandre Zanetta, französischer Hornist
- Wolfgang Zerer, deutscher Cembalist, Organist und Musikpädagoge

## Direktoren und Schulleiter
- Johann Jakob Schäublin, der Basler Lehrer und Waisenvater, trug mit seinen Bildungsideen massgeblich zur Gründung der Allgemeinen Musikschule 1867 bei.
- Selmar Bagge, der Cellist, Komponist und Musikkritiker, zuvor in Wien und Leipzig tätig, wurde 1868 erster Direktor der Allgemeinen Musikschule.
- Hans Huber, Schweizer Komponist und Pianist, leitete ab 1896 die Musikschule und baute das Konservatorium als Berufsschule auf.
- Hermann Suter, Komponist und Dirigent, leitete von 1918 bis 1921 Musikschule und Konservatorium und unterrichtete die Kompositionsklasse.
- Walter Müller von Kulm, Komponist und Musikpädagoge, leitete von 1947 bis 1964 Musikschule und Konservatorium, ab 1954 in Doppeldirektion mit Paul Sacher.
- Paul Sacher gründete 1933 die Schola Cantorum Basiliensis und war von 1954 bis 1969 Direktor der Musik-Akademie.
- Willy Rehberg, Pianist und Musikpädagoge, war 1921 bis 1926 Direktor von Musikschule und Konservatorium, wo er Klavier und Kammermusik unterrichtete.
- Felix Weingartner, Dirigent, brachte dem Institut in seiner Direktionszeit von 1927 bis 1935 mit Dirigentenkursen internationalen Glanz.
- Klaus Linder, Pianist und Musikpädagoge, unterrichtete Klavier, leitete ab 1964 das Konservatorium und war 1969 bis 1974 Direktor der Musik-Akademie.
- Thüring Bräm, Komponist und Dirigent, war von 1973 bis 1987 Leiter der Musikschule, dirigierte mehrere Ensembles und das Konservatoriums-Orchester.
- Rudolf Kelterborn, Komponist, leitete die Musik-Akademie von 1983 bis 1994 und unterrichtete Komposition.
- Regula Rapp, Musikwissenschaftlerin, leitete von 2005 bis 2012 die Schola Cantorum Basiliensis.
- Pedro Memelsdorff, Flötist und Musikwissenschaftler, leitete von 2013 bis 2015 die Schola Cantorum Basiliensis.
- Stephan Schmidt, Gitarrist, leitete 2002–2012 als Rektor die Hochschule für Musik; seither ist er Direktor der Musik-Akademie Basel/Hochschule für Musik Basel FHNW.

## Ehemalige Dozenten (Auswahl)
- Gerald Bennett, US-amerikanischer Komponist, war ab 1967 Lehrer für Musiktheorie und von 1969 bis 1976 Leiter des Basler Konservatoriums
- Luciano Berio, italienischer Komponist aus Italien, leitete im Februar 1986 eine Komponisten-Woche mit Studierenden der Musik-Akademie
- Emile Jaques-Dalcroze, Musikpädagoge, dessen Methode mit rhythmischer Gymnastik ab 1905 an Musikschule und Konservatorium eingeführt wurde
- Friedhelm Döhl, Komponist und Musikpädagoge, war von 1974 bis 1982 Direktor der Musik-Akademie und förderte neue Unterrichtsformen
- Eugen Dombois, Lautenist, lehrte von 1962 bis 1996 Laute an der Schola Cantorum Basiliensis und zog viele Schüler an
- Peter Eötvös, Komponist, war im Studienjahr 2005/06 Gastprofessor an der Hochschule für Musik in Basel
- Edwin Fischer, Pianist, studierte ab 1896 in den von Hans Huber geleiteten Fortbildungsklassen für Klavier
- Beat Furrer, Komponist, war im Studienjahr 2007/08 Gastprofessor an der Hochschule für Musik in Basel
- Oscar Ghiglia, Gitarrist, lehrte von 1983 bis 2005 Gitarre an der Basler Hochschule für Musik
- Peter-Lukas Graf, Flötist, war von 1973 bis 1994 Dozent für Flöte an der Musik-Akademie Basel
- Georg Friedrich Haas, österreichischer Komponist, lehrte 2005–2013 Komposition und Musiktheorie an der Basler Hochschule für Musik
- Hans Werner Henze, Komponist, lehrte 1988 während einer Komponisten-Woche als Gastdozent an der Musik-Akademie
- Heinz Holliger, Oboist, Komponist und Dirigent, studierte von 1961 bis 1963 Komposition an der Musik-Akademie und war 2003/04 Gastprofessor an der Basler Hochschule für Musik
- Klaus Huber, Komponist, unterrichtete von 1962 bis 1973 Komposition und Theorie an der Musik-Akademie
- René Jacobs, Dirigent und Countertenor, lehrte ab 1978 an der Schola Cantorum Barockgesang
- Thomas Kessler, Komponist und Pionier der elektronischen Musik, unterrichtete von 1973 bis 2000 Komposition und Musiktheorie und baute an der Musik-Akademie das Elektronische Studio auf
- Gustav Leonhardt, Cembalist, studierte 1947 bis 1950 an der Schola Cantorum Basiliensis und kehrte später als Gastdozent an das Institut zurück
- Hans-Martin Linde, Flötist, unterrichtete seit 1957 Flöte an der Schola Cantorum, leitete mehrere Ensembles und stand von 1976 bis 1979 dem Konservatorium vor
- Rudolf Moser, Komponist, berief Felix Weingartner 1928 zum Lehrer für Komposition und Theorie an die Musik-Akademie
- Karl Nef, Ordinarius für Musikwissenschaft, unterrichtete von 1904 bis 1928 an Musikschule und Konservatorium Musikgeschichte
- Wolfgang Neininger, Geiger, unterrichtete von 1963 bis 1991 Violine, Theorie und Satzlehre am Konservatorium und an der Schola Cantorum
- Erich Schmid, Dirigent und Komponist, lehrte von 1963 bis 1973 Dirigieren an der Musik-Akademie und leitete das Konservatoriums-Orchester
- Robert Suter, Komponist, lehrte von 1955 bis 1984 die Fächer Komposition, Analyse und Kontrapunkt an der Musik-Akademie
- Jordi Savall, Gambist, unterrichtete ab 1973 selbst Viola da gamba an der Schola Cantorum
- August Wenzinger, Cellist und Gambist, unterrichtete am Konservatorium und an der Schola Cantorum Basiliensis und leitete deren Konzertgruppe
- Kurt Widmer, Gesangspädagoge, unterrichtete ab 1968 Gesang
- Jacques Wildberger, Komponist, unterrichtete an der Musik-Akademie von 1957 bis 1987 Komposition, Satzlehre und Analyse.
- Jürg Wyttenbach, Komponist, unterrichtete an der Musik-Akademie ab 1967 Klavier und war Lehrer für die Interpretation zeitgenössischer Musik.

### Meisterklassen
- Paul Baumgartner, Pianist, lehrte ab 1937 am Basler Konservatorium und leitete dort über Jahrzehnte die Meisterklasse für Klavier
- Pierre Boulez, Komponist und Dirigent, leitete 1960 bis 1963 Meisterklassen für Komposition und gab Interpretations- und Dirigierkurse an der Basler Musik-Akademie
- Rudolf Buchbinder, Pianist, leitete von 1976 bis 2010 eine Meisterklasse für Klavier an der Basler Hochschule für Musik
- Ferruccio Busoni, Pianist und Komponist, gab ab 1910 am Basler Konservatorium einen Meisterkurs und mehrere Klavierabende
- Wanda Landowska, Pionierin des Cembalos aus Polen, gab 1919 am Konservatorium einen Meisterkurs und Recitals mit Musik des 18. Jahrhunderts
- Walter Levin gab als Primarius des LaSalle-Quartetts Meisterkurse an der Musik-Akademie und leitete Kammermusik-Kurse an der Basler Hochschule für Musik
- Egon Petri, Pianist, leitete 1908 einen Meisterkurs und unterrichtete 1920/21 Klavier am Konservatorium
- Henri Pousseur, Komponist, unterrichtete 1963/64 an der Musik-Akademie die Meisterklasse für Komposition
- Mstislaw Rostropowitsch, Cellist, gab im August/September 1977 einen Meisterkurs am Basler Konservatorium
- Heinrich Schiff, Cellist, unterrichtete von 1979 bis 1990 eine Meisterklasse für Violoncello am Konservatorium der Musik-Akademie Basel
- Karlheinz Stockhausen, deutscher Komponist, unterrichtete an der Musik-Akademie im Sommersemester 1963 die Meisterklasse für Komposition
- Sandor Vegh, Geiger, unterrichtete von 1953 bis 1964 die Meisterklasse für Violine am Konservatorium
- Krystian Zimerman, Pianist, unterrichtete 1996–2004 eine Meisterklasse für Klavier an der Basler Hochschule für Musik